# Rudolf Hager
Rudolf Hager (* 28. April 1941 in Marzdorf, heute Marcinkowice) ist ein ehemaliger deutscher Sportschütze im Wurfscheibenschießen in der Disziplin Trap.

## Leben und Karriere
Rudolf Hager war Teilnehmer der Olympischen Spiele 1968 in Mexiko-Stadt und nahm am Trap-Wettkampf teil, er belegte Platz 23 mit 190 von 200 geworfenen Wurfscheiben. Der spätere Olympiasieger der Olympischen Spiele 1988 in Seoul Axel Wegner wurde von Hager trainiert. Sein Heimatverein war der GST Leipzig, der nach der Wiedervereinigung in Leipziger Schützengesellschaft umbenannt wurde. Später besaß Hager in Leipzig ein Geschäft für Sportartikel.